# مرغ مگس زنبوری
مرغ مگس زنبوری کوچک‌ترین پرنده جهان است که بومی کوبا می‌باشد. دلیل اینکه به آنها مرغ زنبوری یا صدا زنبوری گفته می‌شود این است که صدای بال آنها در حال پرزدن مانند وزوز زنبور می‌باشد. وزن ماده این پرنده در حدود ۲٫۶ گرم (۰٫۰۹۲ اونس) معادل یک سکه ده سنتی و طول ۶٫۱ سانتیمتر (۲٫۴ اینچ) می‌باشد که اندکی بزرگ‌تر از نرها هستند. در این میان جنس نر نیز ۱٫۹۵ گرم (۰٫۰۶۹ اونس) وزن و ۵٫۵ سانتیمتر (۲٫۲ اینچ) طول دارد. مگس‌مرغ زنبوری دارای لانه‌ای به اندازه یک چهارم لانه پرندگان دیگر و درازی ۵ تا ۵٫۷ سانتی‌متر می‌باشد.
مرغ مگس زنبوری از انواع گیاهان و به‌ندرت از حشرات و عنکبوت‌ها تغذیه می‌کند و اندازه تخم‌های این پرنده درست به اندازه دانه‌های قهوه است. قسمت‌های بالایی تنه این پرنده کوچک مایل به رنگ آبی است در حالی که در قسمت‌های زیر عمدتاً سفید و متمایل به خاکستری است. نوک پرهای دم این پرنده دارای لکه‌های سفیدی است. در طول فصل جفت‌گیری، سر و گلوی نرها قرمز و تا حدودی متمایل به صورتی است.
همانند سایر گونه‌های مرغ‌های مگس، این پرنده عمدتاً از شهد گل‌ها تغذیه می‌کند و در طول فرایند تغذیه، مقداری گرده را نیز روی نوک حمل می‌کند که وقتی از گلی به گل دیگر پرواز می‌کند، باعث انتقال گرده و به تبع آن، کمک به فرایند گرده‌افشانی می‌شود. در طول ۱ روز، مرغ مگس زنبوری ممکن است که به حدود ۱۵۰۰ گل سر بزند و آنها را به عنوان منبع غذایی بررسی کند. این پرنده روز پرواز است و می‌تواند با سرعت ۴۰–۴۸ کیلومتر بر ساعت (۲۵–۳۰ مایل بر ساعت) پرواز نماید و بین ۸۰ تا ۲۰۰ مرتبه در ثانیه بال می‌زند که همین موضوع کمک می‌کند تا پرنده بتواند در هوا ثابت مانده و از شهد گل‌ها تغذیه کند. مرغ مگس زنبوری تا ۷ سال در طبیعت و تا حدود ۱۰ سال در اسارت عمر می‌کند.